# Пікова дама

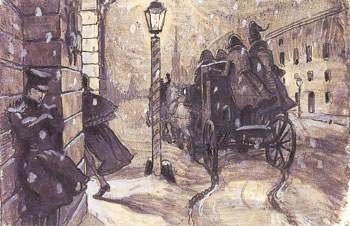
Германн біля будинку графині

«Пікова дама» (рос. Пиковая дама), також «Винова краля»  — повість російського письменника Олександра Пушкіна з містичними елементами, що послужила джерелом сюжету однойменної опери П. І. Чайковського. У жанровому відношенні повість примикає до таких (незакінчених) задумів Пушкіна, як «Єгипетські ночі», «Усамотнений будиночок на Василівському» і знаменитий уривок «Гості з'їжджались на дачу…». Повість неодноразово екранізована.

## Сюжет
Сюжет повісті обігрує улюблену Пушкіним (як і іншими романтиками) тему непередбачуваної долі, фортуни, року. Молодий військовий інженер німець Германн веде скромне життя і збирає стан, він навіть не бере в руки карт і обмежується лише спостереженням за грою. Його приятель Томський розповідає історію про те, як його бабуся-графиня, будучи в Парижі, програла велику суму в карти. Вона спробувала взяти в борг у графа Сен-Жермена, але замість грошей той розкрив їй секрет трьох виграшних карт. Графиня, завдяки секрету, повністю відігралася.
Германн, спокусивши її вихованку, Лізу, проникає в спальню до графині, благаннями і погрозами намагаючись вивідати заповітну таємницю. Побачивши Германна, озброєного пістолетом (який, як з'ясувалося згодом, виявився незарядженим), графиня помирає від серцевого нападу. На похороні Германну здається, що покійна графиня відкриває очі і кидає на нього погляд. Вночі її привид з'являється Германну і каже, що три карти («трійка, сімка, туз») принесуть йому виграш, але він не повинен ставити більше однієї картки на добу. Друга умова — він повинен одружитися з Лізою. Останню умову Германн згодом не виконав. Три карти стають для Германна нав'язливою ідеєю:
…Побачивши молоду дівчину, він говорив: «Яка вона струнка!.. Справжня трійка червона». У нього запитували: котра година, він відповідав: — «без п'яти хвилин сімка». — Всякий пузатий чоловік нагадував йому туза. Трійка, сімка, туз — переслідували його уві сні, приймаючи всі можливі види: трійка цвіла перед ним в образі пишного грандифлора, сімка представлялася готичними воротами, туз величезним павуком. Всі думки його злилися в одну, — скористатися таємницею, яка дорого йому коштувала…

До Петербурга приїжджає знаменитий картяр мільйонер Чекалинський. Германн ставить весь свій капітал (47 тисяч рублів) на трійку, виграє і подвоює його. Наступного дня він ставить всі свої гроші (94 тисячі рублів) на сімку, виграє і знову подвоює капітал. Третього дня Германн ставить гроші (188 тисяч рублів) на туза. Випадає туз. Германн думає, що переміг, але Чекалинський каже, що дама Германна програла. Якимось неймовірним чином Германн помилився — поставив гроші на даму замість туза. Германн бачить на карті пікову даму, яка нагадує йому графиню, вона посміхається і підмигує. Розорений Германн потрапляє в лікарню для душевнохворих, де ні на що не реагує і щохвилинно «бурмоче незвичайно скоро: — Трійка, сімка, туз! Трійка, сімка, дама!..»

## Робота над повістю

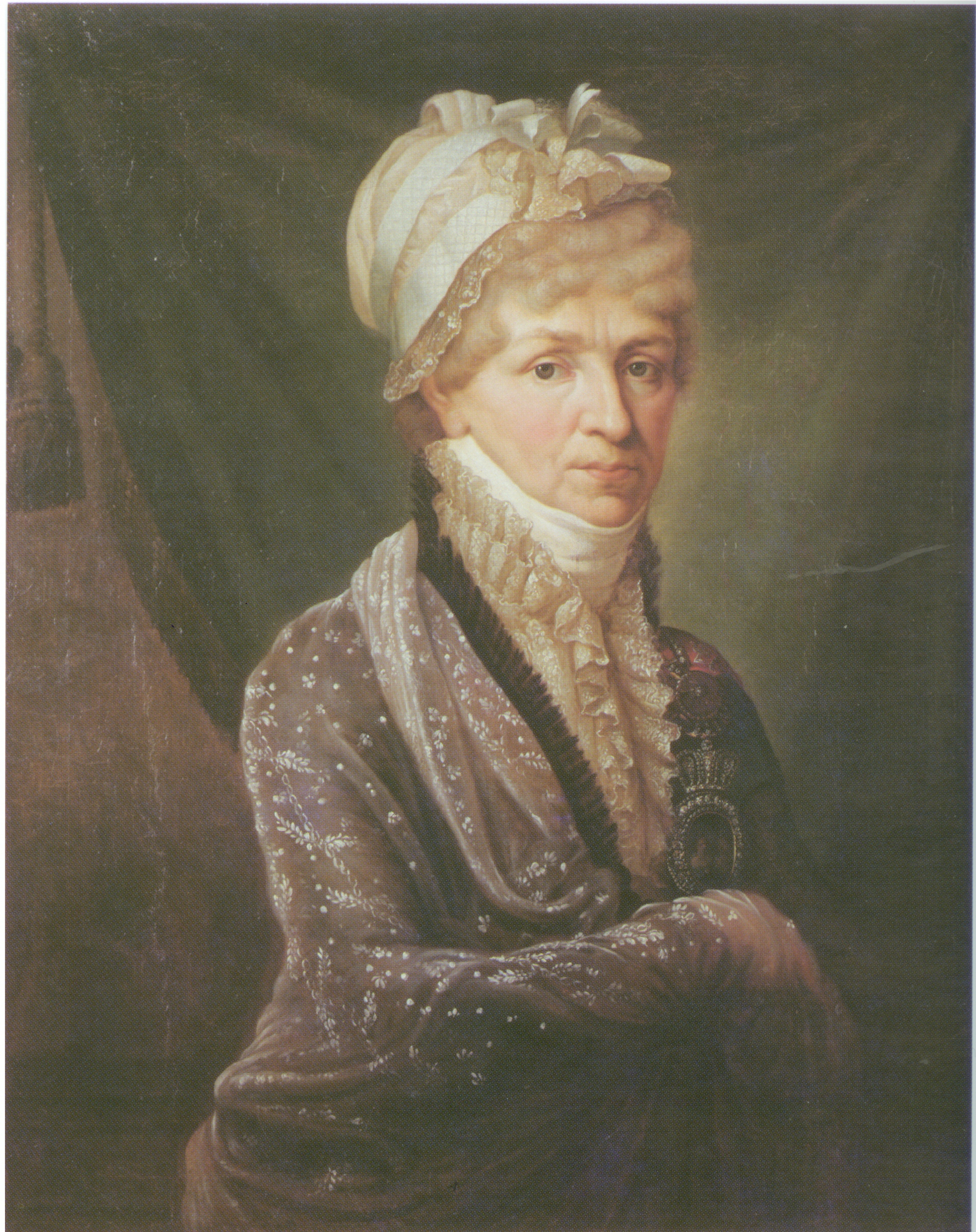
Княгиня Голіцина — прототип головної героїні повісті

Сюжет «Пікової дами» був підказаний Пушкіну молодим князем Голіциним, який, програвшись, повернув собі програне, поставивши за порадою своєї бабусі на три карти, колись підказані їй Сен-Жерменом. Ця бабуся — відома в московському суспільстві «вусата княгиня» Н. П. Голіцина, уроджена Чернишова, мати московського губернатора Д. В. Голіцина.
Повість в манері Гофмана і Нодьє писалася Пушкіним, приблизно, з осені 1833 року в Болдіні. Рукописний текст не зберігся. Опублікована у 2-му номері «Бібліотеки для читання» за 1834 рік і, згідно щоденникового запису автора, вона мала неабиякий успіх у читаючої публіки: «Моя „Пікова дама“ у великій моді. Гравці понтують на трійку, сімку, туза» (квітень 1834).

## Вплив і алюзії
«Пікова дама» відкриває собою низку творів російських класиків на тему «злочину і покарання»: безпринципний молодий чоловік — росіянин Растіньяк — заради матеріального збагачення рухається «вниз» (спокушання Лізи, залякування старої), однак замість очікуваного успіху за фатальним збігом подій втрачає не тільки благополуччя, але й психічне здоров'я (що особливо лякало Пушкіна: «Не дай мені Бог збожеволіти…»).
«Пікова дама» — один з перших творів російською мовою, що мав успіх в Європі. Французькою мовою її перекладали такі класики, як Проспер Меріме і Андре Жід. До Чайковського оперу на цей сюжет написав австрієць Франц фон Зуппе (1864). Повість не раз екранізувалася, в тому числі Яковом Протазановим у 1916 році і Ігорем Масленниковим. Англомовна екранізація брала участь у третьому Каннському кінофестивалі (1949). З 1996 року в театрі Вахтангова в Москві йде поставлений Петром Фоменком за мотивами повісті однойменний спектакль.

## Ім'я головного героя
У тексті повісті головний герой названий Германном, без вказівки на те, що це ім'я чи прізвище. Згідно поширеній думці, це саме прізвище, незважаючи на те, що в німецькій мові ім'я Hermann зустрічається набагато частіше, ніж прізвище. На користь цього проводяться наступні аргументи:
1. В російській мові німецьке ім'я Hermann зазвичай транскрибується як Герман.
2. Інші учасники гри в повісті названі тільки за прізвищем, і звертаються один до одного на прізвище.

Однак, д. ф. н. В. А. Балашова доводить, що це саме ім'я:
1. У рукописних чернетках герой названий Германом; можливо, друге «н» було додано видавцями під впливом німецького написання.
2. Фраза «його звуть Германном» включає в себе конструкцію «звати + орудний відмінок», яка в російській мові того часу вживалася тільки з ім'ям; в інших творах Пушкін також слідує цьому правилу.
3. Кюхельбекер, вільно володівший німецькою мовою, у своєму щоденнику називає героя повісті Германом, тобто наявність подвійного «н» не грала для нього визначальної ролі.

Як зауважив філолог, професор Анатолій Андрєєв, прізвище Германн містить «німецьку семантику Herr Mann („Пан людина“)».
Ту ж паралель обігрує російський драматург Микола Коляда у своїй п'єсі DREISIEBENAS (ТРІЙКАСІМКАТУЗ).
Саме на честь цього пушкінського героя, зі слів його власного батька, був названий другий космонавт планети Земля — Герман Титов — проте (очевидно, в силу традицій) його ім'я за документами пишеться з однією Н.
***
Протягом усієї повісті Пушкін називає стару «Графиня ***», хоча неважко здогадатися, що її ім'я — графиня Анна Федотівна Томська:
«… він розважливий, ось і все! — зауважив Томський. — А якщо хто для мене незрозумілий, так це моя бабуся графиня Анна Федотівна»
«Так, чорта з два! — відповідав Томський, — у неї було четверо синів, у тому числі і мій батько»

## Думки і оцінки
- Владислав Ходасевич зближав «Пікову даму» з іншими пушкінськими творами про «зіткнення людської особистості з темними силами»:

До розмови з графинею Германн сам ішов назустріч чорній силі. Коли ж графиня померла, він подумав, що задум його валиться, що все скінчено і життя відтепер піде по-старому, з тим же капітальцем і недоторканими відсотками. Але тут ролі перемістилися: з нападника він перетворився на об'єкт нападу. Мертва стара з'явилася до нього. «Я прийшла до тебе проти своєї волі, — мовила вона твердим голосом, — але мені наказано виконати твоє прохання» і т. д. Однак ті, з чиєї волі вона прийшла виконати волю Германна, насміялися над ним: не назвали йому дві вірних карти і одну, останню, найбільшу — невірну, не то в останню, рішучу мить підштовхнули його руку і змусили програти все. Як би того не було, звели майже на граничну висоту — і зіштовхнули вниз. І врешті-решт — доля Германна буквально та ж, що і доля Павла з Євгеном: він божеволіє.
- Дмитро Мирський виділяв «Пікову даму» з творів Пушкіна як «найкращий і найхарактерніший для нього твір у прозі»:

Викласти її коротко неможливо: це шедевр стислості. Як і «Повісті Бєлкіна», цей твір чистого мистецтва, цікавий тільки як ціле. По силі уяви вона перевершує все, що написав Пушкін в прозі: по напруженості вона схожа на стиснену пружину. За несамовитого своєму романтизму вона близька до «Гімну Чумі» і до вірша «Не дай мені Бог зійти з розуму». Але фантастичний романтичний сюжет ліг у бездоганну класичну форму, таку економну і стиснуту в своїй благородній наготі, що навіть Проспер Меріме, найбільш витончено-економний із французьких письменників, не наважився перевести її точно і причепив до свого французького перекладу всякі прикраси і пояснення, думаючи, мабуть, що нарощує м'ясо на сухому скелеті.

## Український переклад
Українською мовою повість уперше видано 1937 року (під назвою «Пікова дама») видавництвом «Держлітвидав УРСР» у перекладі Б. Д. Ткаченка.

## Екранізації
- «Пікова дама» (1910) — німий фільм. Режисер Петро Чардинін (за повістю «Пікова дама» і лібрето опери Петра Чайковського «Пікова дама»)
- «Пікова дама» (1916) — німий фільм. Режисер Яків Протозанов
- «Пікова дама»/«Pique Dame» (1918) (Німеччина). Режисер Артур Веллін
- «Пікова дама» (1922) — угорський фільм
- «Пікова дама»/«Pique Dame» (1927) (Німеччина). Режисер Олександр Разумний
- «Пікова дама»/«La dame de pique» (1937) (Франція). Режисер Федір Оцеп
- «Пікова дама»/«The Queen of Spades» (1949) (Велика Британія). Режисер Торолд Дікінсон
- «Пікова дама»/«The Queen of Spades» (Велика Британія). Режисер Джон Глін-Джонс
- «Пікова дама»/«Queen of Spades» (ТБ) (1950) (США) (серіал The Chevrolet Tele-Theatre)
- «Пікова дама»/«La dame de pique» (ТБ) (1958) (Франція). Режисер Стелла Лоренці
- «Пікова дама» (СРСР) (1960). Режисер Роман Тихомиров — екранізація опери П. І. Чайковського
- «Пікова дама»/«La dame de pique» (1965) (Франція). Режисер Леонард Кейжель
- «Пікова дама» (ТБ) (1969) (СРСР). Режисер Петро Фоменко
- «Пікова дама»/«Dama pikowa». (ТВ) (1972) (Польща). Режисер Януш Моргенштерн
- «Пікова дама»/«Pique Dame» (1981) (ТБ) (ФРН) (за оперою П. І. Чайковського)
- «Пікова дама» (1982) — фільм Ігоря Масленникова
- «Пікова дама» (1987) — фільм-спектакль Петра Фоменка
- «Ці… три вірні карти…» (1988) — фільм Олександра Орлова
- «Пікова дама» (ТБ) (1992) (Велика Британія). Режисер Пітер Маніура (фільм-опера П. І. Чайковського)
- «Пікова дама» (ТБ) (1999) (США). Режисер Брайан Лардж. Екранізація опери П. І. Чайковського
- «Пікова дама» (ТБ) (2002) (Нідерланди, Японія, Франція). Режисер Брайан Лардж. Екранізація опери П. І. Чайковського
- «Дама Пік» (фільм, 2016) — фільм Павла Лунгіна